# Flor Silvestre
Flor Silvestre, pseudonimo di Guillermina Jiménez Chabolla (Salamanca, 16 agosto 1930 – Villanueva, 25 novembre 2020), è stata una cantante, attrice e cavallerizza messicana.
È stata una delle interpreti più importanti e di successo della musica messicana e latinoamericana, ed è una star dei classici film messicani. La sua carriera di oltre 70 anni comprende produzioni teatrali, programmi radiofonici, dischi, film, programmi televisivi, fumetti e spettacoli di rodeo.
Famosa per la sua voce melodiosa e lo stile di canto unico, da cui i soprannomi La Sentimental ("La Sentimentale") e La Voz Que Acaricia ("La voce che carezza"), Flor Silvestre era un'interprete notevole dei generi ranchera, bolero, bolero ranchero e huapango. Ha registrato più di 300 canzoni per tre etichette: Columbia, RCA Víctor e Musart. Nel 1945 fu annunciata come Alma de la Canción Ranchera ("Anima della canzone ranchera") e nel 1950, anno in cui emerse come stella della radio, fu proclamata "Reina de la Canción Mexicana" ("Regina della canzone messicana"). Nel 1950 firmò un contratto con la Columbia Records e registrò i suoi primi successi, tra cui Imposible olvidarte, Que Dios te perdone, Pobre corazón, Viejo nopal, Guadalajara e Adoro a mi tierra. Nel 1957 iniziò a registrare per Discos Musart e divenne una delle artiste esclusive dell'etichetta con numerosi singoli di successo, come Cielo rojo, Renunciación, Gracias, Cariño santo, Mi destino fue quererte, Mi casita de paja, Toda una vida, Amar y vivir, Gaviota traidora, El mar y la esperanza, Celosa, Vámonos, Cachito de mi vida, Miel amarga, Perdámonos, Tres días, No vuelvo a amar, Las noches las hago días, Estrellita marinera e La basurita, tra gli altri. Molti dei suoi successi sono stati incisi su Cashbox Mexico's Best Sellers e Record World Latin American Single Hit Parade. Ha anche partecipato agli spettacoli di rodeo musicale del marito Antonio Aguilar.
Flor Silvestre è apparsa in più di settanta film tra il 1950 e il 1990. Bella e statuaria, è diventata una delle stelle protagoniste dell'"età d'oro" dell'industria cinematografica messicana. Ha debuttato come attrice nel film Primero soy mexicano (1950), diretto e interpretato da Joaquín Pardavé. Ha recitato al fianco di famosi comici, come Cantinflas in El bolero de Raquel (1957). La regista Ismael Rodríguez ha dato i suoi ruoli importanti in La cucaracha (1959) e Ánimas Trujano (1962), che è stato candidato all'Oscar per il miglior film in lingua straniera. Fu anche la protagonista del libro a fumetti La Llanera Vengadora. Nel 2013 l'Associazione dei giornalisti cinematografici messicani l'ha onorata con lo Special Silver Goddess Award.

## Primi anni
Flor Silvestre nacque Guillermina Jiménez Chabolla il 16 agosto 1930 a Salamanca, Guanajuato, in Messico. È la terza figlia e secondogenita di Jesús Jiménez Cervantes, un macellaio e María de Jesús Chabolla Peña (1906 - 5 settembre 1993). Suo padre possedeva e gestiva una macelleria a Salamanca. I suoi fratelli maggiori sono Francisco "Pancho" e Raquel ed i suoi fratelli minori sono Enriqueta "La Prieta Linda", José Luis, María de la Luz "Mary" e Arturo. Anche Enriqueta e María de la Luz divennero cantanti. I suoi nonni materni erano Felipe Chabolla e Inés Peña.
Guillermina crebbe a Salamanca ed iniziò a cantare in tenera età. I suoi genitori, che amavano cantare anch'essi, la incoraggiarono a cantare. Amava la musica mariachi dei famosi cantanti messicani Jorge Negrete e Lucha Reyes, e anche le canzoni che appartenevano ai generi paso doble, tango e bolero, che erano popolari in Messico alla fine degli anni '30. Il suo interesse per il canto e la recitazione la porta a partecipare a concorsi natalizi, recite scolastiche e festival.
Sua madre, che voleva vivere a Città del Messico, esortò suo padre a vendere tutti i loro beni a Salmanca e trasferire la famiglia nella capitale messicana. María de Jesús portò con sé i suoi tre figli più piccoli a Città del Messico, lasciando a Salamanca le quattro più grandi (compresa Guillermina) alla cura delle sue sorelle, che erano monache. Guillermina completò la scuola elementare a Salamanca prima di riunirsi con la sua famiglia a Città del Messico. A Città del Messico, i suoi genitori la iscrissero alla Escuela Bancaria Comercial Milton in Madero Avenue, dove frequentò corsi di segreteria.

## Carriera

### 1943–1949: Primo successo sul palcoscenico e alla radio

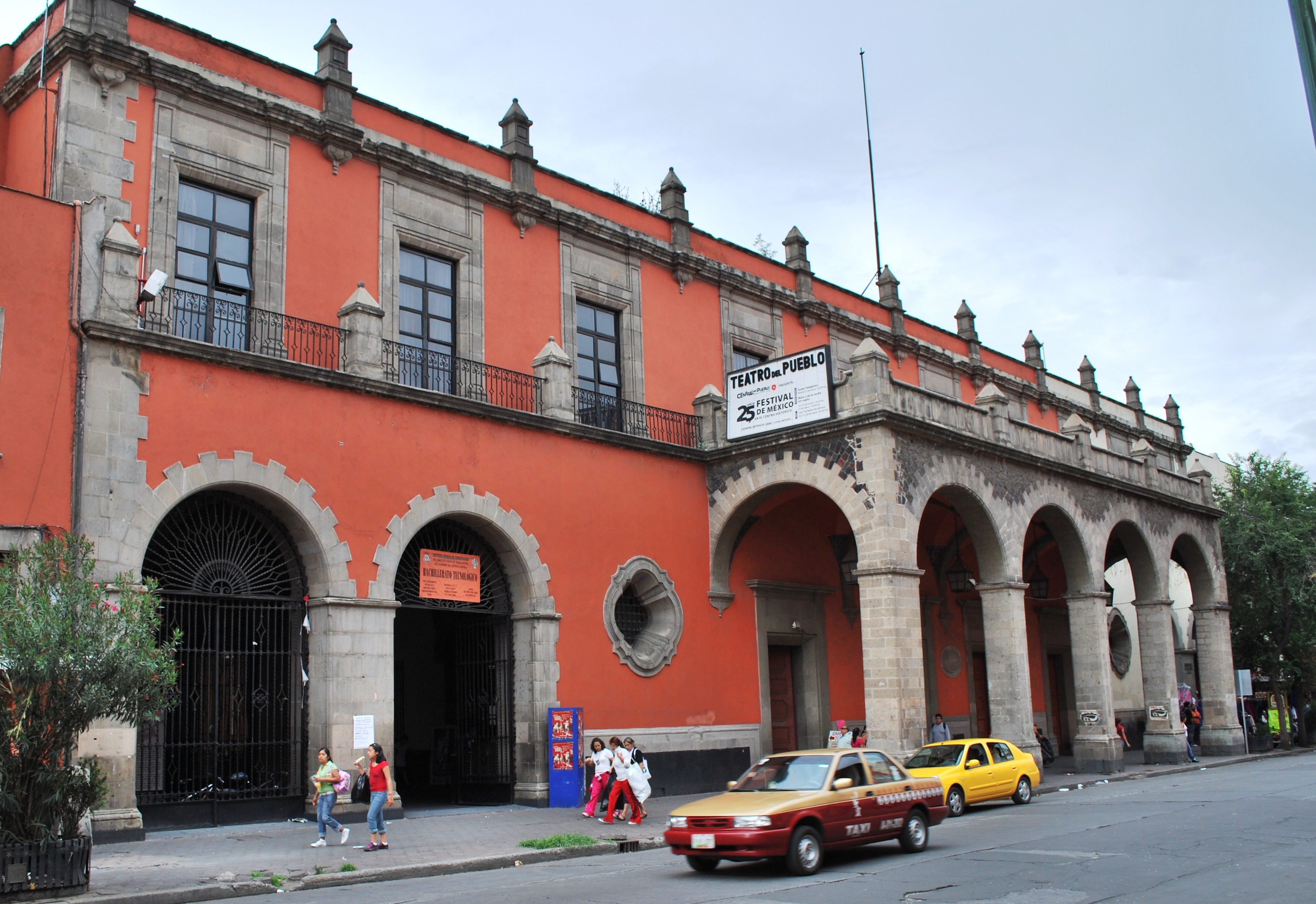
Il Teatro del Pueblo, dove Flor Silvestre fece il suo debutto

Guillermina Jiménez (Flor Silvestre) iniziò la sua carriera di cantante nel 1943, quando aveva 13 anni. Lei e suo padre avevano assistito alla rappresentazione del famoso Mariachi Pulido al Teatro del Pueblo, un teatro situato nel mercato Abelardo L. Rodríguez, nel centro di Città del Messico. Dopo che lo spettacolo era finito, si alzò sul palco e disse al direttore che voleva cantare. Il direttore dei Mariachi Pulido si rifiutò di accompagnarla, affermando che non lavorava con i dilettanti, ma il direttore di scena, Carlos López Santillán, le disse che l'avrebbe lasciata cantare la settimana seguente e promise di assumere un mariachi dal bar di Tenampa per esibirsi con lei. Il giorno del suo debutto, indossando una tradizionale camicia messicana e una gonna che sua madre aveva fatto per lei, cantò tre canzoni popolari, La canción mexicana, Yo también soy mexicana e El herradero. La sua esibizione fu un grande successo e ricevette un'ovazione dal pubblico.
La sua successiva esibizione al Teatro del Pueblo fu nella commedia La soldadera, diretta da López Santillán, in cui interpreta una ragazza che esce da un vagone ferroviario e canta La soldadera, una canzone scritta per lei da José de Jesús Morales. La commedia fu trasmessa anche dalla stazione radio nazionale messicana, XEFO e La soldadera divenne la prima canzone che eseguì alla radio. Il titolo della canzone, che in spagnolo significa "La donna soldato", diventò anche il suo nome d'arte prima che fosse rivendicato da un'altra cantante. Arturo Blancas, un giornalista dell'Excélsior e annunciatore della XEFO, pensò che sembrava più "un fiore" che non un soldato e suggerì di cambiare il suo nome d'arte in La Amapola, che significa "Il papavero". Tuttavia, anche questo nome d'arte fu rivendicato da un'altra donna, la sorella della cantante La Panchita. Blancas scelse quindi il titolo del film drammatico del 1943 di Dolores del Río come nuovo nome d'arte della giovane cantante, e Guillermina Jiménez divenne Flor Silvestre, che significa "Fiore selvaggio".
Sotto il suo nuovo nome d'arte, Flor Silvestre vinse il primo posto in un concorso amatoriale sponsorizzato dalla stazione radio più popolare del Messico, la XEW, conosciuta come "la voce dell'America Latina dal Messico". La sua partecipazione al concorso le valse un contratto per cantare in riviste al Teatro Colonial, situato in Avenida San Juan de Letrán (ora Eje Central). Il Teatro Colonial era il "teatro più popolare del Messico" negli anni '40, e le esibizioni di Flor Silvestre furono notate da un impresario che la ingaggiò come parte della sua compagnia di tournée. L'impresario e la sua compagnia visitarono Torreón, nel nord del Messico, dove Flor Silvestre fu il numero di apertura del divo della compagnia, il famoso cantante di tango argentino Hugo del Carril. La famiglia di Flor Silvestre stava vivendo problemi finanziari all'epoca e lei dovette cantare in banchetti e in altri luoghi per guadagnare più soldi e aiutare i suoi genitori.
Nel dicembre del 1945, Flor Silvestre si esibì al Coliseo Olímpico di Guadalajara e fu annunciata come "Flor Silvestre, l'anima della Canzone Ranchera". Nel novembre 1946, fu invitata ad esibirsi all'inaugurazione del cinema Juárez di Guadalajara. Il quotidiano di Guadalajara El Informador la descrisse come "Flor Silvestre, giovane cantante di radio XEW, che rappresenta il sentimento della nostra terra nella canzone ranchera". Tra il 1947 e il 1949 Flor Silvestre e la compagnia dell'impresario visitarono il Centro e il Sud America, esibendosi nei migliori locali notturni lungo il percorso. Hugo del Carril presentò Flor Silvestre al pubblico durante la tournée in Argentina. La compagnia alla fine si recò in Perù, dove si esibirono per la' 'Fuerza Aérea Mexicana, prima di tornare in Messico.

### 1950–1952: Debutto come attrice e primi dischi

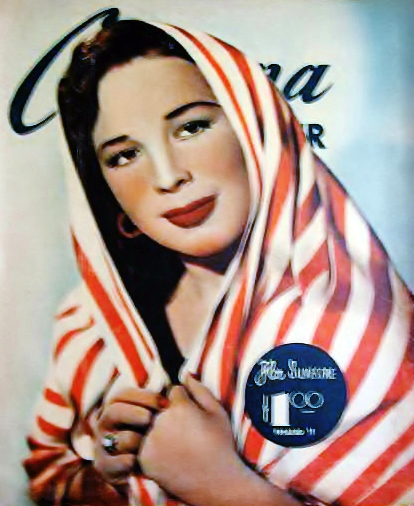
Flor Silvestre sulla copertina di Cinema Reporter, febbraio 1950

Quando Flor Silvestre tornò in Messico dal suo tour in Sud America nel 1950, il suo manager le fece un contratto per esibirsi al night club più famoso di Città del Messico, El Patio. Più tardi disse: "Emilio Azcárraga e Gregorio Walerstein andavano lì ogni giorno, e tutti mi vedevano lì e tutti mi richiedevano senza che io domandassi nulla e tutti mi chiamavano e mi chiamavano, ed è così che ho iniziato [a cantare] sulla XEW [stazione radio]". Azcárraga, il proprietario di XEW, la stazione di punta del Messico, le diede il suo primo programma radiofonico, Increíble pero cierto, che condusse anche. Walerstein, un primario produttore cinematografico noto come "lo Zar dei film messicani", la fece firmare per un contratto per cinque film.
Con il successo del suo programma radiofonico, la sua carriera di cantante iniziò a salire. La giornalista Monica Fio scrisse nella sua rubrica "Micrófono":
Flor Silvestre fece i suoi primi dischi nel 1950 per la filiale messicana della Columbia Records. Registrò almeno dodici canzoni per l'etichetta, una su ciascun lato di sei singoli da 78 giri. Queste canzoni sono diventate anche i suoi primi successi. "Imposible olvidarte", "Que Dios te perdone", "Pobre corazón", "Viejo nopal", "Guadalajara", e "Mi amigo el viento" sono stati registrati con i mariachi di Gilberto Parra. "Siempre el amor", "Con un polvo y otro polvo", "Adoro a mi tierra", "La presentida", "Llorar amargo", e "Oye, morena" sono stati registrati con i mariachi di Rubén Fuentes. Dopo aver registrato i suoi primi singoli, Flor Silvestre formò un duetto di nome Las Flores con la sua allora sconosciuta sorella La Prieta Linda; registrarono due canzoni: "Los desvelados" e "Lo traigo en la sangre" (con i mariachi di Rubén Fuentes) per la Columbia.
Nel febbraio 1950, fece parte del "cast numeroso, ibrido, ma utile" di ¡A los toros !, una rivista sulla corrida inscenata al Teatro Tívoli. Era stato scritto e presentato dall'annunciatore Paco Malgesto, che sarebbe diventato il suo secondo marito. Nella rivista, cantava numeri musicali messicani collegati alle corride.
Sebbene Flor Silvestre abbia debuttato nel cinema nel 1949 cantando in Te besaré en la boca (uscita nel 1950), le fu conferito il suo primo ruolo da protagonista nella produzione di Walerstein Primero soy mexicano (1950), con Joaquín Pardavé (che ha anche scritto e diretto il film), Luis Aguilar e con Francisco "Charro" Avitia.
Si riunì ai suoi co-protagonisti di Primero soy mexicano Luis Aguilar e Francisco Avitia nel film El tigre enmascarado, che uscì nel 1951. Apparve poi come protagonista femminile insieme all'attore Dagoberto Rodríguez in una trilogia cinematografica, El lobo solitario, La justicia del lobo e Vuelve el lobo (tutti usciti nel 1952).

### 1955–1957: Ritorno ai film e debutto televisivo
All'inizio del 1955, Flor Silvestre cantò il programma radiofonico XEW Su programa Calmex, sponsorizzato da Calmex Sardines. Altri intrattenitori del programma erano Miguel Aceves Mejía, il Trío Tariácuri e l'Hermanitas de Alba.
Nel 1955 apparve anche nel suo primo film a colori, La doncella de piedra, una produzione CinemaScope diretta da Miguel M. Delgado. Adattamento del romanzo di Rómulo Gallegos Sobre la misma tierra, il film presenta Flor Silvestre nel ruolo di Cantaralia, la madre del protagonista del romanzo, Remota Montiel, interpretata da Elsa Aguirre.
Il suo primo film, interpretato da Antonio Aguilar, suo futuro marito, fu La huella del chacal (1956). Viaggiò in Nicaragua per Rapto al sol (1956), un altro film a colori.
Nel 1957 la RCA Victor pubblicò la sua prima registrazione di "Cielo rojo", che sarebbe diventata una delle sue canzoni più famose. Il singolo, che includeva "¡Qué padre es la vida!" nel lato B, diventò un successo. Nel Giorno della Mamma del 1957, fece il suo debutto televisivo con uno spettacolo di successo nella trasmissione televisiva Secreto de familia, con Sara García e Miguel Arenas.
Uno dei suoi ruoli più famosi fu quello di Leonor, la madre del figlioccio di Cantinflas, nella popolare commedia El bolero de Raquel (1957) in Eastmancolor. Ricevette il massimo della pubblicità per la prima volta in Pueblo en armas (1959) e il suo sequel ¡Viva la soldadera! (1960), entrambi diretti da Miguel Contreras Torres.
Ebbe un ruolo di supporto con María Félix nell'epica La cucaracha sulla Rivoluzione messicana, di Ismael Rodríguez (1959). Registrò anche Te he de querer,La chancla e La Valentina per l'album della colonna sonora del film, La cucaracha: Música de la película, pubblicato da Discos Musart.

### 1958–1963: Prime registrazioni per Discos Musart eÁnimas Trujano
Flor Silvestre, il suo primo album Musart, fu pubblicato intorno al 1958. Comprende i suoi primi successi Musart, come El ramalazo, ¡Qué bonito amor!, La flor de la canela, Échame a mí la culpa, Ay el amor, Lágrimas del alma, e Amémonos.
Nel 1960, ha recitato al fianco del popolare duo comico Viruta and Capulina in Dos locos en escena.
Nel 1961, registrò nuovamente Cielo rojo per Musart, accompagnata da Mariachi México di Pepe Villa. Anche questa seconda versione divenne un successo ed è la prima traccia del suo secondo album Musart, Flor Silvestre con Mariachi México. L'album comprende anche i suoi primi successi degli anni '60, Pa' todo el año, Renunciación, Desolación, El peor de los caminos, Aquel inmenso amor, and Para morir iguales.
Uno dei suoi ruoli principali è stato Catalina, la bella e sensuale civetta nel film drammatico Ánimas Trujano (1962), candidato all'Oscar e vincitore del Golden Globe, interpretato da Toshirō Mifune e Columba Domínguez. Questa fu la sua seconda collaborazione con il regista Ismael Rodríguez dopo il suo ruolo come attrice non protagonista in La cucaracha.

### 1964–1969
All'inizio del 1964 pubblicò il suo terzo album Musart, Flor Silvestre con il Mariachi México, vol. 2, che comprende i suoi successi "Gracias", "Perdí la partida", "Bendición de Dios", "Árboles viejos", "Te digo adiós", "Un jarrito", "Quédate esta vez", e "Plegaria". Il suo quarto album Musart, La sentimental (1964), includeva sia canzoni rancherache bolero. È il suo primo album senza arrangiamenti mariachi; Benjamín "Chamín" Correa è accreditato come chitarrista dell'album. La sentimental raggiunse il numero 9 sulla Record World Latin American LP Hit Parade. "Mi destino fue quererte" raggiunse il numero 4 nella Record World Latin American Single Hit Parade e diventò una delle signature song di Flor Silvestre. Nel dicembre del 1964 Cashbox la classificò tra i primi dieci cantanti folk messicani dell'anno.
Il suo quinto album Musart, La acariciante voz de Flor Silvestre, fu pubblicato nel 1965. Uno dei singoli dell'album, "Una limosna", arrivò al vertice nella classifica della Record World Latin American Single Hit Parade. L'album include anche i suoi successi "Gaviota traidora", "El mar y la esperanza", "Amor se escribe con llanto", ed "Espumas".
Celosa con Flor Silvestre y otros éxitos (1966), il suo sesto album in studio per Discos Musart, raggiunse il numero 11 nella Record World Latin American LP Hit Parade. Il singolo principale dell'album, "Celosa", raggiunse il numero 9 su Cashbox Mexico's Best Sellers e il numero 4 in Record World Latin American Single Hit Parade. Anche "¿Por qué, Dios mío?", un altro singolo compreso in Celosa, si classificò bene su Record World Latin American Single Hit Parade.
Nel 1967 pubblicò due album, Boleros rancheros con l'acariciante voz di Flor Silvestre e Flor Silvestre, vol. 6 fece il suo ultimo film del decennio, El as de oros.
Nel 1968 pubblicò due album, Flor Silvestre, vol. 7 e Flor Silvestre, vol. 8. Flor Silvestre, vol. 7 comprende "Reconciliación", uno dei suoi principali successi della fine degli anni '60, oltre a numerosi altri successi, tra cui "Cenizas de amor", "Cariño malo", "Triunfamos" e "Tres días" . Flor Silvestre, vol. 8 arrangiamenti del famoso chitarrista Antonio Bribiesca e del compositore Gustavo A. Santiago e include i successi "No vuelvo a amar" e "Tú, sólo tú".

### 1970–1989

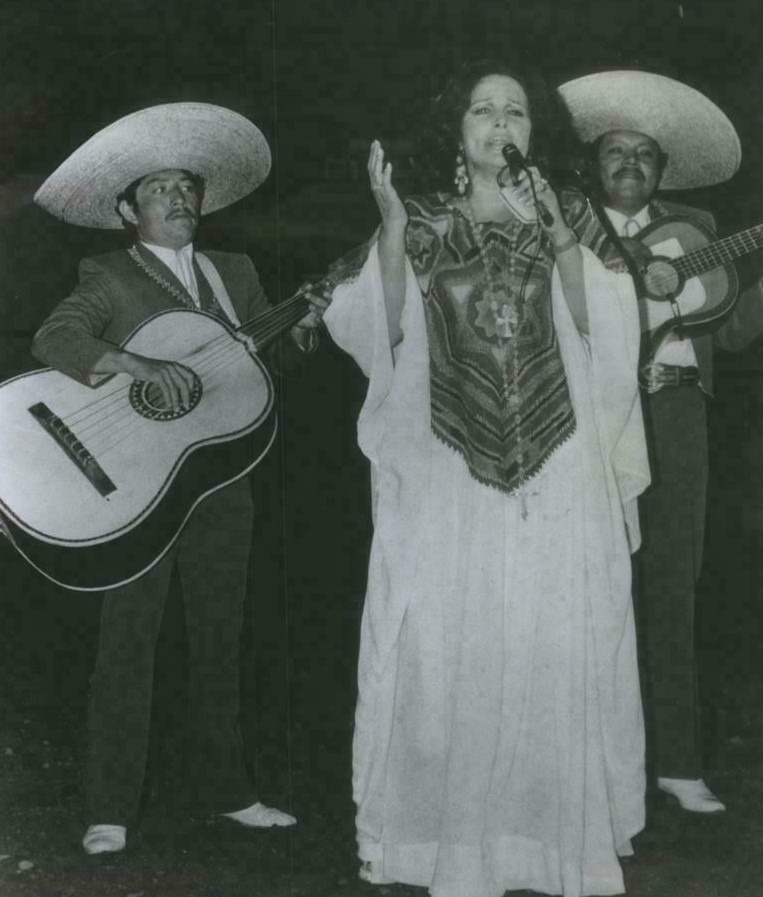
Flor Silvestre durante un'esibizione canora nel 1976

Nel 1970 pubblicò il suo album Amor, siempre amor, accompagnata dai Mariachi Guadalajara. L'album presenta arrangiamenti innovativi di chitarra mariachi, piano, armonica e steel guitar (hawaiana) nelle sue canzoni. La prima traccia dell'album, "La cruz de lo imposible", è il primo lavoro del compositore Lupita Ramos. Questa fu la prima collaborazione tra Flor Silvestre e la Ramos; la Ramos ha continuato a scrivere diverse altre canzoni per Flor Silvestre. Un'altra traccia degna di nota è "La mitad de mi orgullo", di José Alfredo Jiménez.
Nei primi anni '70 incise il suo primo album di bolero, Y las canciones de sus tríos favoritos. L'album presenta versioni cover di boleros popolari degli anni '50, tra cui "Un siglo de ausencia", "Condición", "El reloj" e "La barca". Cashbox ha incluso l'album nella sua sezione Latin Picks e l'ha descritto come "un capolavoro per gli amanti del bolero latino". In seguito è stato ripubblicato come Sus canciones favoritas con... Flor Silvestre (ristampa in LP) e Mis boleros favoritos (ristampa in CD).

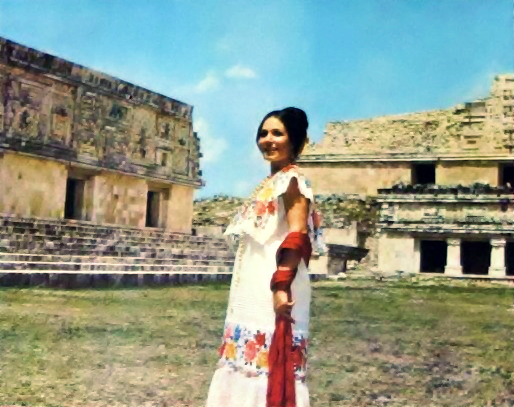
Flor Silvestre in esterni a Uxmal, Yucatán, per il film Peregrina (1974)

Nel 1972, ha pubblicato tre album: Una gran intérprete y dos grandes compositores, un tributo ai cantautori Cornelio Reyna e Ferrusquilla; La voz que acaricia, che include i suoi successi "Solo con las estrellas" e "Hastío"; e Canciones con alma, il suo secondo album di canzoni bolero. Cantò due brani di Una gran intérprete y dos grandes compositores nei due film che realizzò quell'anno; cantò "Tema eterno" in La yegua colorada e "No me lo tomes a mal" nel film Valente Quintero. Billboard ha incluso Canciones con alma nella sua sezione Top Album Picks e ha recensito: "Un buon LP solido di ballate d'amore. Migliori pezzi: Vuelve, Tormento, Quisiera".
Nel 1973, interpretò una delle amanti di Pancho Villa in La muerte de Pancho Villa e pubblicò il suo primo album norteño, La onda norteña de Flor Silvestre. La copertina dell'album è una sua fotografia come personaggio del film. Ha anche interpretato la moglie di Felipe Carrillo Puerto, Isabel Palma, nel film Peregrina (uscito nel 1974), nel quale cantava il bolero di Guty Cárdenas "Quisiera".
Nel 1974, pubblicò il suo album Con todo mi amor a mi lindo Puerto Rico, che è un omaggio a due famosi cantautori portoricani, Rafael Hernández e Pedro Flores. Per questo album registrò quattro canzoni di Hernández, "Campanitas de cristal", "Inconsolable", "No me quieras tanto" e "Silencio", e tre canzoni di Flores, "Obsesión", "Amor" ed "Esperanza inútil". L'album comprende anche "Cruz de olvido", uno dei suoi successi, e "Vuelve pronto", una versione in lingua spagnola di "Paper Roses". L'uscita dell'album coincide con la sua apparizione nel film Mi aventura en Puerto Rico, in cui canta "Desvelo de amor" e "Obsesión".

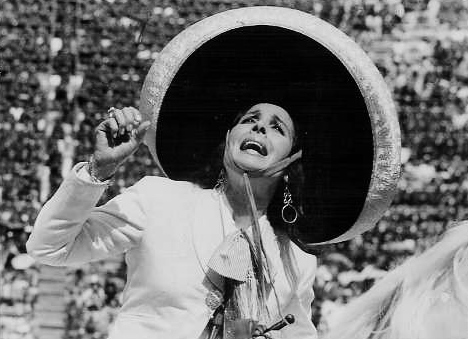
Flor Silvestre nel 1974

Cantò "La palma" in Simón Blanco (1975) e fu la protagonista in Don Herculano enamorado (1975), El moro de cumpas (1977) e Mi caballo el cantador (1979).
Nel 1978, pubblicò il suo album Ahora sí va en serio, che include diverse canzoni scritte da Joan Sebastian. La canzone che dà il titolo all'album fu inclusa nell'elenco di Cashbox Latin Singles to Watch. Altre canzoni di Sebastian incluse nell'album sono "Levantado en armas", "Te regalo mi pena" e "Trono caído".
Nel 1979, Cashbox includeva il suo singolo "Morir al lado de mi amor" nella sua lista Latin Singles to Watch.

### Ultimi anni
Girò il suo ultimo film, Triste recuerdo, nel 1990. Nel 1991 registrò il suo primo album di banda, Flor Silvestre con tambora, che include una versione a banda di uno dei suoi successi bolero, "Caricia y herida".
Nel 1994 pubblica il suo album Me regalo contigo, che include una canzone dedicata al suo matrimonio con Aguilar, "Para siempre juntos" e una canzone in stile vallenato, "Sólo para ti".
Nel 2001 pubblica il suo secondo album Banda Silvestre con tambora, che include nuove versioni dei suoi successi degli anni '60 "Cariño santo", "Celosa", "Desolación", "Mi destino fue quererte" e "El mar y la esperanza".
Il 21 dicembre 2010 pubblicò il suo ultimo album, Soledad: canto a mi amado y a su recuerdo, che ha dedicato al suo defunto marito. L'album presenta canzoni interessanti che non aveva mai registrato prima, come "Soledad", "Y llegaste tú", "El andariego", "Luz de luna", "Amanecí en tus brazos", "Las ciudades", "Los ejes de mi carreta" e "Sombras".
Il 9 marzo 2015, il suo documentario Flor Silvestre: su destino fue querer è stato presentato in anteprima alla Plaza de las Américas di Zapopan nell'ambito del Festival Internazionale del Cinema di Guadalajara. Il documentario di 24 minuti presenta interviste a Flor Silvestre, che racconta la sua vita e la sua carriera; i suoi cinque figli, Dalia, Francisco, Marcela, Antonio e Pepe e i cantanti Angélica María e Guadalupe Pineda.
Nel 2016 è stata protagonista di "Para morir iguales", un brano dell'album più recente del figlio Antonio, Caballo viejo.

## Vita privata

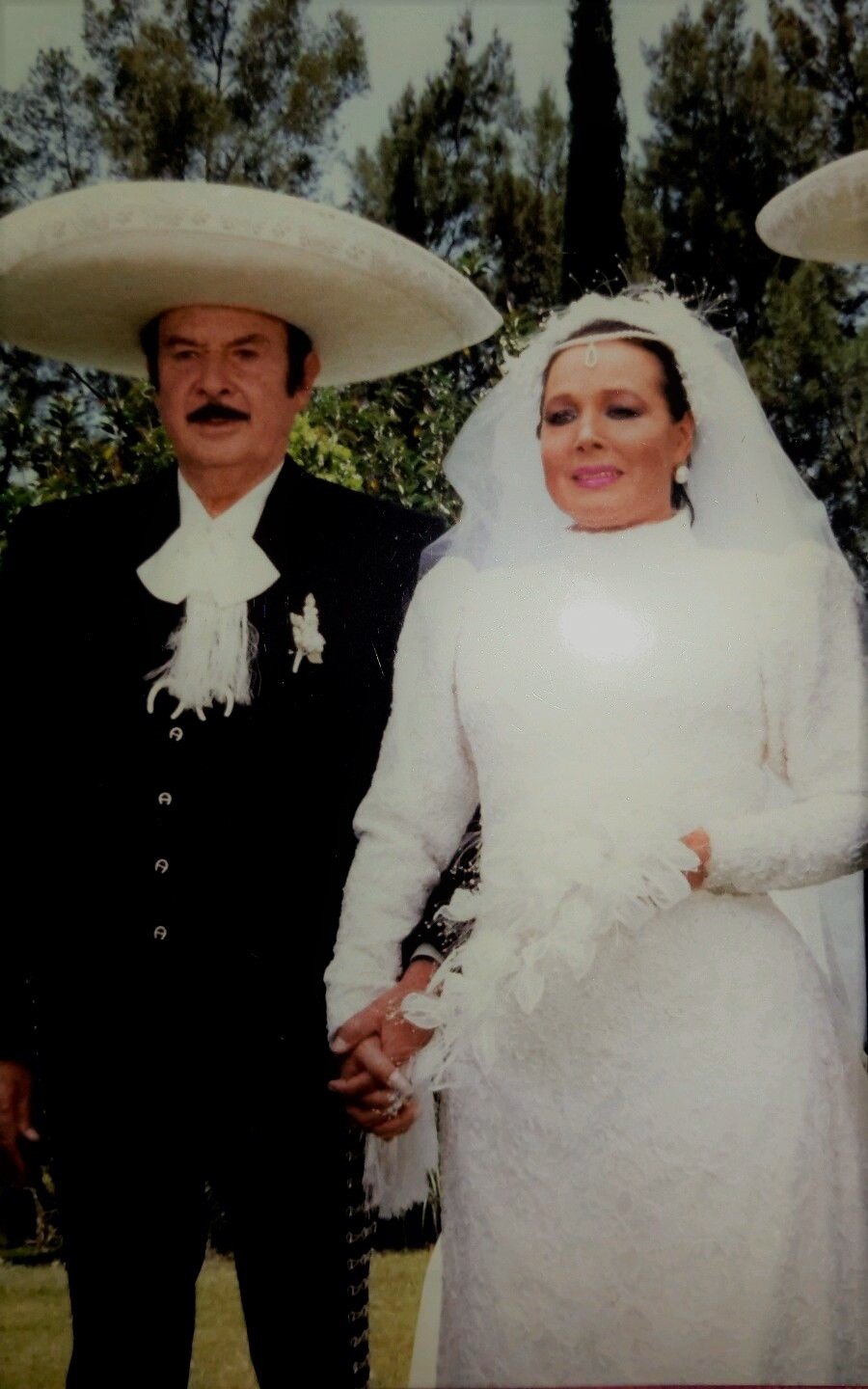
Antonio Aguilar e Flor Silvestre il giorno del loro matrimonio

Flor Silvestre ha sposato il suo primo marito, Andrés Nieto, negli anni '40. Ha dato alla luce la sua prima figlia, cantante e ballerina Dalia Inés Nieto, quando aveva 16 anni.
Intorno al 1953, Flor Silvestre sposò l'annunciatore radiofonico e presentatore televisivo Francisco Rubiales Calvo (1914-1978), il cui nome d'arte era "Paco Malgesto". Ebbero due figli, il traduttore Francisco Rubiales e la cantante e attrice Marcela Rubiales. Vivevano in una casa nel quartiere Lindavista di Città del Messico. La coppia si separò e iniziò il divorzio nel 1958.
Il terzo e ultimo marito di Flor Silvestre era il cantante e attore Antonio Aguilar, morto nel 2007. Fu l'amore della sua vita. S'incontrarono per la prima volta nel 1950 quando lui fu invitato a cantare per il suo programma Increible pero cierto, presso lo studio Verde y Oro della stazione radio XEW a Città del Messico. Nel 1955, hanno girato il loro primo film insieme, La huella del chacal, ma il loro rapporto è iniziato quando hanno girato il film El Rayo de Sinaloa nel 1957. Si sono sposati nel 1959 (o nel 1960, secondo alcune fonti) ed ebbero due figli che divennero cantanti e attori, Antonio "Toño" Aguilar e José "Pepe" Aguilar. Antonio Aguilar le costruì una casa spaziosa e un ranch, El Soyate, a nord est di Tayahua, Zacatecas.
Il 28 febbraio 2012, Flor Silvestre ha subito un intervento chirurgico per estirpare metà del suo polmone destro colpito dal cancro. Ha risposto bene all'intervento.
È morta nel 2020, all'età di 90 anni, per cause naturali.

## Premi ed onorificenze
- Nel 1966, Discos Musart le ha conferito The Golden Clover (noto come Trébol de Oro in spagnolo) per essere stato uno degli artisti più venduti dell'etichetta nel 1965.
- Nel 1970, Discos Musart le ha assegnato un altro Golden Clover per essere stato uno degli artisti più venduti dell'etichetta nel 1969.[58]
- Nel 1972, ha vinto il Record World Award come miglior attrice-cantante messicana.[59]
- Nel 2001, la National Association of Actors le ha conferito la medaglia Eduardo Arozamena per i suoi 50 anni di carriera.[60]
- Nel 2008, è stata il gran maresciallo della Mexican Independence Parade del Comité Mexicano Cívico Patriótico a Los Angeles, California.[61]
- Nel 2010, la ventunesima edizione del World Mariachi Day (Día Mundial del Mariachi) le ha conferito la Medaglia Pedro Infante per il suo "eccezionale lavoro e diffusione della musica messicana".[62]
- Nel 2012, la Confederazione delle organizzazioni del bestiame le ha assegnato una "scultura di un toro" per il suo contributo alla cultura messicana.[63]
- Nel 2013, l'Associazione dei giornalisti cinematografici messicani le ha conferito la Special Silver Goddess per la sua carriera.[64] L'attore messicano Ignacio López Tarso le ha consegnato il premio e ha dichiarato: "Per me è un grande onore e soddisfazione personale regalarti questo premio, ad una grande figura del cinema messicano che, a piedi o a cavallo, ha realizzato i migliori film dell'industria cinematografica messicana".[64]
- Nel 2014, il Governo dello Stato di Zacatecas ha reso omaggio alla sua carriera e le ha dato un riconoscimento speciale al Teatro Calderón nella capitale dello stato come parte del Primo Festival di Corrido.[65]
- Nel 2015, promuovendo l'uscita del suo documentario intitolato Flor Silvestre: Su destino fue querer, è stata premiata a Lagos de Moreno, Jalisco;[66] Los Angeles, California;[67] e Aguascalientes.[68]

## Discografia
Flor Silvestre ha realizzato le sue prime registrazioni nel 1950 per l'etichetta della Columbia messicana (Discos Columbia de México). In queste sessioni di registrazione fu sostenuta dai mariachi di Gilberto Parra e Rubén Fuentes. Dieci di queste incisioni, che furono originariamente pubblicate su 78 giri singoli, sono state incluse nel più grande album di successi Flor Silvestre canta sus éxitos, pubblicato nel 1964 dalla consociata della Columbia, l'etichetta Okeh. Questo album è stato in seguito rimasterizzato e ristampato in formato digitale da Sony Music Entertainment México nel 2016.
Flor Silvestre ha anche registrato alcune canzoni per l'etichetta RCA Victor nel 1957. Per questa etichetta, ha registrato un singolo contenente la sua prima versione di Cielo rojo sul lato A e Qué padre es la vida sul lato B.
Nel 1957 Flor Silvestre firmò un contratto con l'etichetta Musart. Tra le sue prime registrazioni per Musart ci sono i brani Nuestro gran amor e Pajarillo de la sierra, inclusi nell'album della colonna sonora dei film di Heraclio Bernal e Te he de querer, La chancla e La Valentina, inclusi nell'album della colonna sonora del film La cucaracha. Nel 1958, ha pubblicato il suo primo album in studio per Musart, Flor Silvestre. Musart ha più di 300 registrazioni di Flor Silvestre, molte delle quali sono disponibili in formato digitale dal 2008.

### Singoli
- Imposible olvidarte / Que Dios te perdone (Dolor de ausencia) (1950)
- Pobre corazón / Viejo nopal (1950)
- Guadalajara / Mi amigo el viento (1950)
- Siempre el amor / Con un polvo y otro polvo (1950)

- Adoro a mi tierra / La presentida (1950)
- Llorar amargo / Oye, morena (1950)
- Cielo rojo / Qué padre es la vida (1957)

### Album in studio
- Flor Silvestre (album) (circa 1958)
- Flor Silvestre con el Mariachi México (c. 1963)
- Flor Silvestre, vol. 2 (1964)
- La sentimental (1964)
- La acariciante voz (1965)
- Celosa (1966)
- Boleros rancheros con la acariciante voz (1967)
- Flor Silvestre, vol. 6 (1967)
- Flor Silvestre, vol. 7 (1968)
- Flor Silvestre, vol. 8 (1968)
- Amor, siempre amor (1970)
- Y las canciones de sus tríos favoritos (c. 1971)
- Las noches las hago días (c. 1971)
- Una gran intérprete y dos grandes compositores (1972)
- La voz que acaricia (1972)

- Canciones con alma (1972)
- La onda norteña (1973)
- Aquella (1974)
- Con todo mi amor a mi lindo Puerto Rico (1974)
- Y yo (1975)
- La basurita (1976)
- Arrullo de Dios (1977)
- Ahora sí va en serio (1978)
- Flor Silvestre cantando norteño (1984)
- No te pido más (1988)
- Flor Silvestre con tambora (1991)
- Me regalo contigo (1994)
- Flor Silvestre con tambora (2001)
- Soledad: canto a mi amado y a su recuerdo (2010)

### Extended plays
- Para morir iguales
- Desolación
- Volver a verte
- Mi destino fue quererte
- Aquel amor
- Vámonos
- Celosa
- Una limosna
- Miel amarga
- Perdámonos

### Album di raccolte
- Flor Silvestre canta sus éxitos (1964)
- Los éxitos de Flor Silvestre (1972)
- El disco de oro de Flor Silvestre (1977)
- 15 éxitos (1984)
- 15 éxitos, vol. 2 (1997)
- 15 grandes éxitos (1998)
- Colección de oro: Flor Silvestre con mariachi (2003)
- Mexicanísimo: Flor Silvestre (2015)
- Serie del recuerdo: Flor Silvestre (2016)

## Filmografia
Flor Silvestre è apparsa in più di settanta film, quasi sempre come protagonista e talvolta come attrice non protagonista o ospite musicale. La sua carriera cinematografica abbraccia diversi generi, tra cui la commedia ranchera, il dramma rurale, il western messicano, il film horror, la commedia urbana e il dramma della rivoluzione messicana. Ha recitato nei seguenti classici messicani:
- Primero soy mexicano (1950)
- El tigre enmascarado (1951)
- El lobo solitario (1952)
- La justicia del lobo (1952)
- Vuelve el lobo (1952)
- La huella del chacal (1956)
- Rapto al sol (1956)
- El bolero de Raquel (1957)
- El jinete sin cabeza (1957)
- La justicia del gavilán vengador (1957)
- La cabeza de Pancho Villa (1957)
- Los muertos no hablan (1958)
- ¡Paso a la juventud..! (1958)
- Mi mujer necesita marido (1959)
- Kermesse (1959)
- Tan bueno el giro como el colorado (1959)
- Pueblo en armas (1959)
- El hombre del alazán (1959)
- El ciclón (1959)
- Escuela de verano (1959)
- ¡Quietos todos! (1959)
- El gran pillo (1960)
- Dos locos en escena (1960)
- Las hermanas Karambazo (1960)
- Poker de reinas (1960)
- Las tres coquetonas (1960)
- Vivo o muerto (1960)
- De tal palo tal astilla (1960)
- Los fanfarrones (1960)
- ¡Viva la soldadera! (1960)
- Luciano Romero (1960)
- Juan sin miedo (1961)
- Ánimas Trujano (1962)
- La venganza de la sombra (1962)
- La trampa mortal (1962)
- Aquí está tu enamorado (1963)
- Tres muchachas de Jalisco (1964)
- El revólver sangriento (1964)
- Escuela para solteras (1965)
- El rifle implacable (1965)
- Alma llanera (1965)
- El tragabalas (1966)
- El alazán y el rosillo (1966)
- Caballo prieto azabache (1968)
- El as de oros (1968)
- Lauro Puñales (1969)
- El ojo de vidrio (1969)
- Vuelve el ojo de vidrio (1970)